# Regno armeno di Cilicia
Il Regno armeno di Cilicia (in armeno Կիլիկիոյ Հայկական Թագաւորութիւն?), noto anche come Armenia Minor o Piccola Armenia (da non confondere con il Regno d'Armenia o Armenia maggiore dell'antichità), fu creato durante il Medioevo dagli esuli armeni che fuggivano dall'invasione dei Selgiuchidi della loro madrepatria. Era situato sul golfo di Alessandretta del Mar Mediterraneo, in quella che oggi è la Turchia meridionale. Il regno rimase un'entità autonoma dal 1078 al 1375.
Il Regno di Cilicia venne fondato dalla dinastia Rupenide, un ramo collaterale della dinastia Bagratide che in tempi diversi salì sui troni di Armenia e Georgia. La capitale del regno era Sis, e per lungo tempo la Cilicia rimase alleata dei crociati e si promosse come caposaldo e baluardo della cristianità in Oriente. Essa ebbe anche la funzione di fulcro della cultura e della identità nazionale armena quando l'Armenia rimase sotto la dominazione di potenze straniere.
Il re Leone II d'Armenia contribuì a coltivare l'economia e il commercio della Cilicia mentre crescevano le relazioni con i mercanti europei. Le città e i castelli più importanti del regno comprendevano il porto di Corico, Lampron, Partzerpert, Vahka, Hromgla, Tarso, Anazarbe, Til Hamdoun, Mamistra e il porto di Laiazzo che serviva come terminal occidentale verso oriente. Pisani, genovesi e veneziani fondarono colonie a Laiazzo attraverso trattati con la Cilicia armena nel XIII secolo. Marco Polo, per esempio, partì per il suo viaggio in Cina da Laiazzo nel 1271.

## Storia

### Primi legami tra Armenia e Cilicia
Per un breve periodo nel I secolo a.C. il potente Regno d'Armenia riuscì a conquistare una vasta regione nel Levante, inclusa l'area della Cilicia. Nell'83 a.C., dopo un sanguinoso conflitto per il trono della Siria, governata dai Seleucidi, l'aristocrazia ellenica siriana decise di scegliere il sovrano armeno Tigrane il Grande come protettore del regno e gli offrì la corona di Siria.
In seguito Tigrane conquistò i Fenici e la Cilicia, ponendo praticamente fine all'Impero seleucide, sebbene sembra che alcune città recalcitranti abbiano riconosciuto il giovanissimo re-ombra Seleuco VII come legittimo sovrano, durante il suo regno.
Il confine meridionale dei suoi domini arrivò fino a Ptolemais (moderna Acri). Alla massima estensione il suo impero andava dai Monti del Ponto (nell'attuale Nord-est della Turchia) alla Mesopotamia e dal Mar Caspio al Mediterraneo; le truppe di Tigrane potrebbero essere giunte fino a Ecbatana.
Molti degli abitanti delle città conquistate furono trasferiti nella sua nuova metropoli di Tigranocerta.
Egli prese il titolo di re dei re che, secondo le loro monete, all'epoca non veniva assunto neppure dai re dei Parti.
Dal tempo della sua conquista, si pensa siano rimasti alcuni insediamenti armeni nella regione della Cilicia.

### Immigrazione armena nella Cilicia bizantina
La Cilicia venne presa agli arabi dall'imperatore bizantino Niceforo II Foca intorno al 965. Dopo aver espulso tutti i musulmani dalla regione, incoraggiò i cristiani dall'Armenia e dalla Siria a trasferirsi nella regione.
L'imperatore Basilio II (976-1025) tentò di espandersi verso oriente nel Vaspurakan armeno e verso sud nella Siria tenuta dagli arabi. In conseguenza delle campagne militari bizantine, gli armeni si diffusero nella Cappadocia e verso est dalla Cilicia nelle aree montagnose della Siria settentrionale e della Mesopotamia.
L'immigrazione degli armeni nel territorio fu incrementata dalla formale annessione dell'Armenia Maggiore nell'Impero bizantino nel 1045 e dalla conquista selgiuchide 19 anni dopo; che produssero due nuove ondate migratorie.
Dopo la caduta dell'Armenia dei Bagratidi e durante i secoli seguenti, la nazione armena non fu in grado di ristabilire sé stessa e la sua sovranità, ma rimase sotto il governo di tribù turche.

### Fondazione del potere armeno in Cilicia

Blasone del regno armeno di Cilicia che Leone II d'Armenia, della dinastia dei Rupenidi, ha ricevuto da papa Celestino III

Gli armeni giunti in Cilicia servirono in vari modi per l'impero di Bisanzio; essi divennero ufficiali militari e governatori, e ottennero il controllo di importanti città sulla frontiera orientale dell'Impero bizantino. Quando il potere imperiale subì una forte scossa e si indebolì, nel caos degli anni che seguirono la battaglia di Manzicerta, alcuni di essi colsero l'opportunità di appropriarsi del potere come signori autonomi, mentre altri rimasero, almeno nominalmente, leali a Bisanzio.
Tra questi primi signori della guerra armeni, quello di maggior successo fu Philaretus Brachamius, un ex generale di Romano IV Diogene che, tra il 1078 e il 1085, istituì un principato che si estendeva da Melitene a nord fino ad Antiochia a sud e dalla Cilicia a occidente fino a Edessa a oriente. Egli invitò molti nobili armeni a stabilirsi nei suoi territori, e diede loro terre e castelli. Lo Stato creato da Philaretus cominciò a crollare già prima della sua morte nel 1090 e subito dopo quel che rimaneva si frantumò in signorie locali.
Uno di questi principi fu Ruben, che aveva stretti legami con Gagik II, l'ultimo re armeno della dinastia bagratide. Egli sapeva che non avrebbe mai potuto restaurare il regno bagratide e si ribello contro l'Impero bizantino in Cilicia. Con lui si mobilitarono molti altri nobili e possidenti armeni. Così, nel 1080, le fondamenta del principato armeno indipendente di Cilicia, e del futuro regno, furono gettate sotto la guida di Ruben e dei suoi discendenti (che saranno chiamati Rupenidi).
Alla fine dell'XI secolo, quando Ruben morì nel 1095, esistevano diversi importanti principati armeni in Cilicia:
- Lampron e Babaron, sul lato sud delle Porte della Cilicia, erano controllate dell'ex generale bizantino, Oshin, fondatore della dinastia degli Hetumidi.
- A nord-est si trovava il principato di Costantino I d'Armenia, figlio del principe Ruben I. Il suo potere era garantito dalle due fortezze di Partzapert e Vahka.
- Più a nord-est e fuori dei confini della Cilicia, c'era il principato di Maraş, governato da Tatoul, un ex ufficiale bizantino.
- A est di Maraş, l'armeno Gogh Vasil (Basilio il Ladro) controllava le fortezze di Raban e Kaysun come vassallo dei Selgiuchidi.
- A nord di esse, lungo il corso superiore dell'Eufrate, si trovava il principato di Melitene (la moderna Malatya), comandato da Gabriele, ex ufficiale di Philaretos, sottoposto alla sovranità dei Selgiuchidi.
- Infine, oltre Melitene, c'era Edessa, governata da Thoros, un altro ex ufficiale di Philaretos e genero di Gabriele.

Con l'eccezione di Ghog Vasil e Costantino, questi signori armeni non erano vicini alla maggior parte dei loro compatrioti armeni ed erano sgraditi ai cristiani siriaci perché essi erano di fede greco-ortodossa o detenevano titoli ufficiali conferiti dall'imperatore bizantino.

### La prima crociata e il principato dei Rupenidi

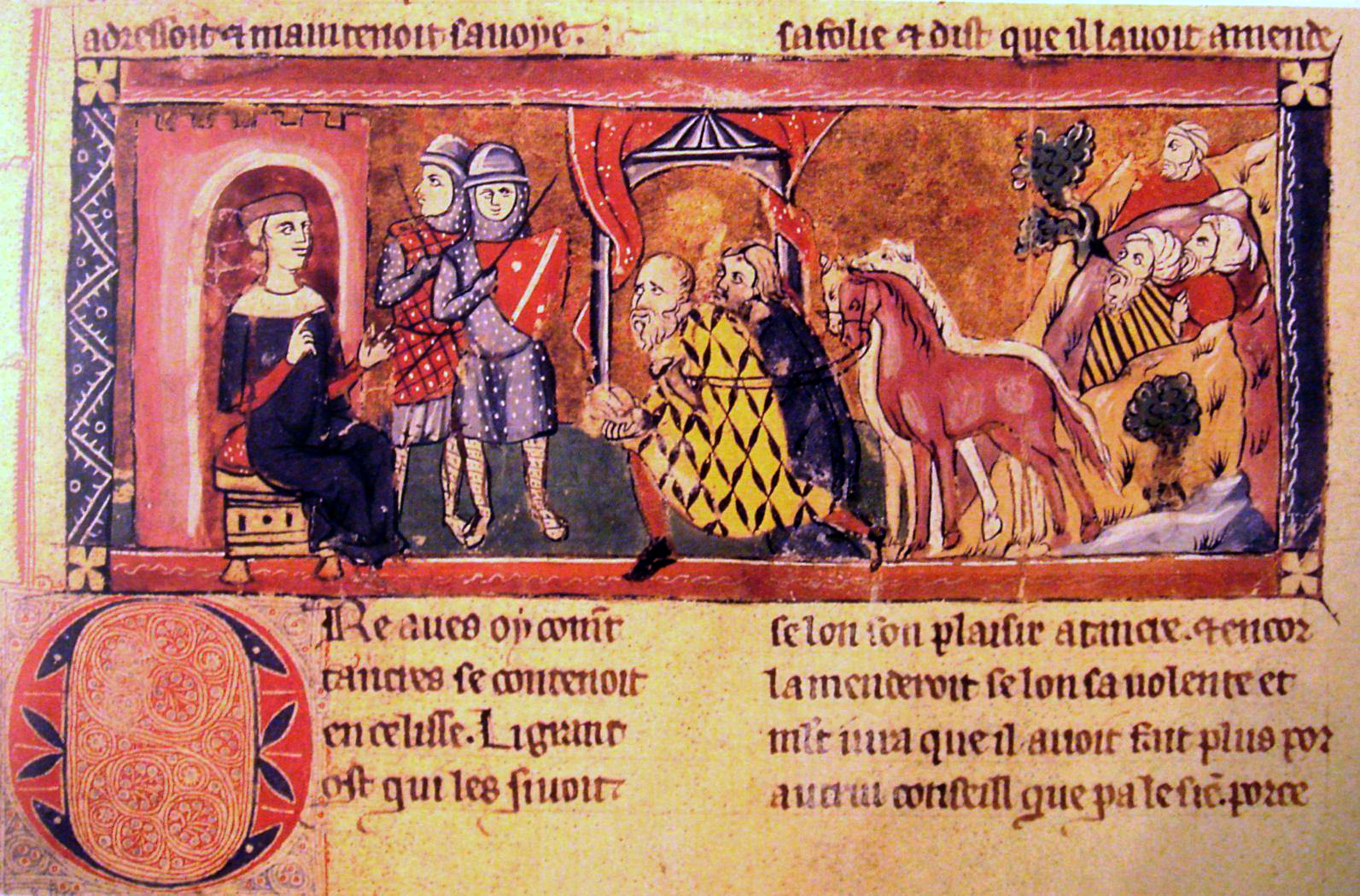
Baldovino di Boulogne riceve l'omaggio degli armeni a Edessa

Durante il regno di Costantino I i crociati invasero l'Anatolia e il Vicino Oriente.
Con l'avvento della prima crociata gli armeni del Regno di Cilicia guadagnarono dei potenti alleati tra i cristiani.
Grazie al loro aiuto essi riuscirono ad assicurare la Cilicia dalla minaccia turca, sia attraverso varie azioni militari sia con la fondazione di Stati crociati ad Antiochia ed Edessa.
Gli armeni diedero anche aiuto ai crociati:
Gli Armeni hanno assistito questi guerrieri con assoluto coraggio e lealtà nel corso delle sante guerre.»
(Papa Gregorio XIII, Ecclesia Romana, 1584)
Per i successivi due secoli armeni e crociati furono talora alleati e talora avversari.
Nell'area sorse un primo abbozzo di governo centralizzato con l'ascesa della dinastia dei Rupenidi che, durante il XII secolo furono quanto più si avvicinava a una dinastia ereditaria e sovrana, e si scontrarono con i bizantini per il controllo della regione.
Il principe Leone I integrò le città costiere della Cilicia nel principato, consolidando così il primato commerciale armeno nella regione.
Alla fine, nel 1137, fu sconfitto dall'imperatore bizantino Giovanni II Comneno, che considerava ancora la Cilicia una provincia bizantina, e imprigionato con diversi membri della famiglia. Morì in prigione tre anni dopo.
Il figlio e successore di Leone, Thoros II fu anch'egli catturato e imprigionato dai bizantini ma riuscì a fuggire nel 1141 tornando a guidare la battaglia dinastica. Dopo i primi successi fu costretto nel 1151 a giurare fedeltà all'imperatore bizantino Manuele I Comneno.
Tuttavia i principi rupenidi continuarono a governare sulla Cilicia che frattanto era diventata così importante che, nel 1151, il capo della Chiesa armena trasferì la sua sede a Hromgla.

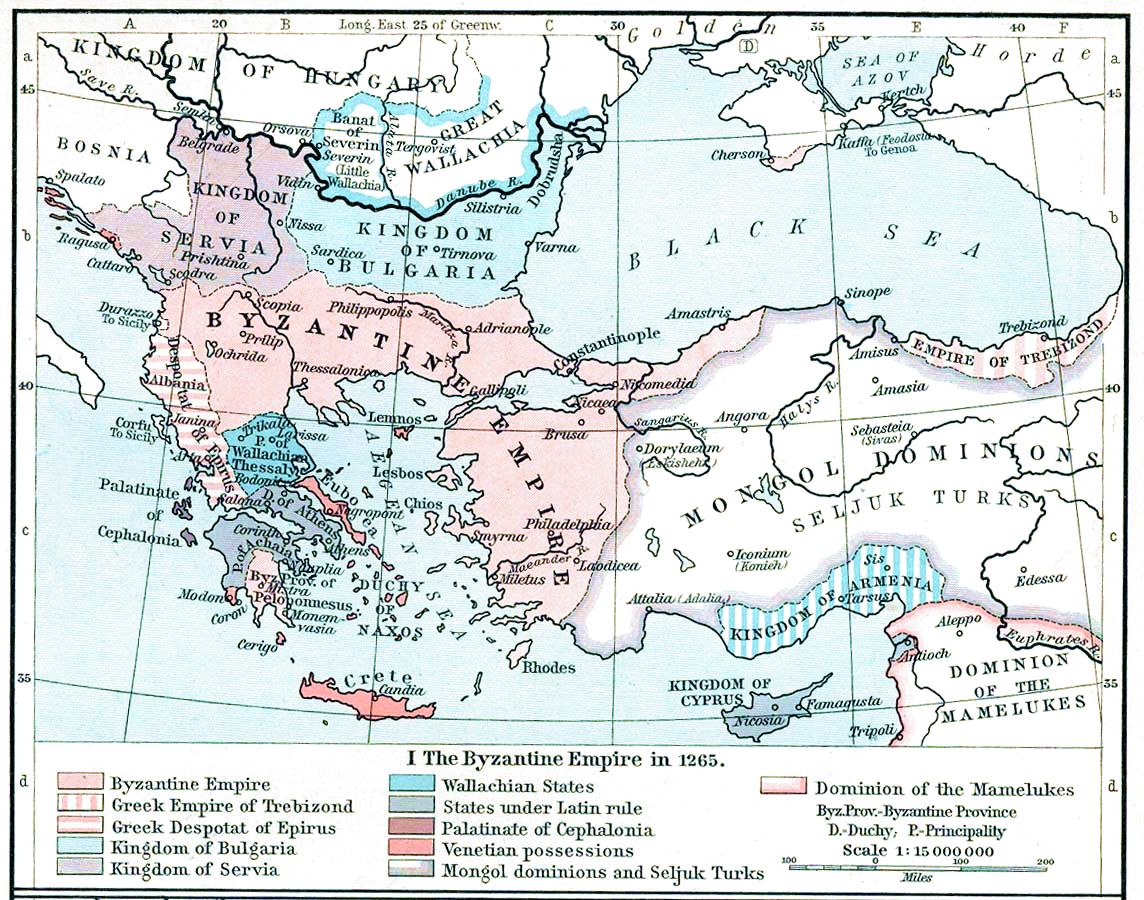
Il Regno d'Armenia insieme ad altri Stati dell'Impero bizantino nel 1265, dall'Atlante storico di William R. Shepherd

### Il regno d'Armenia

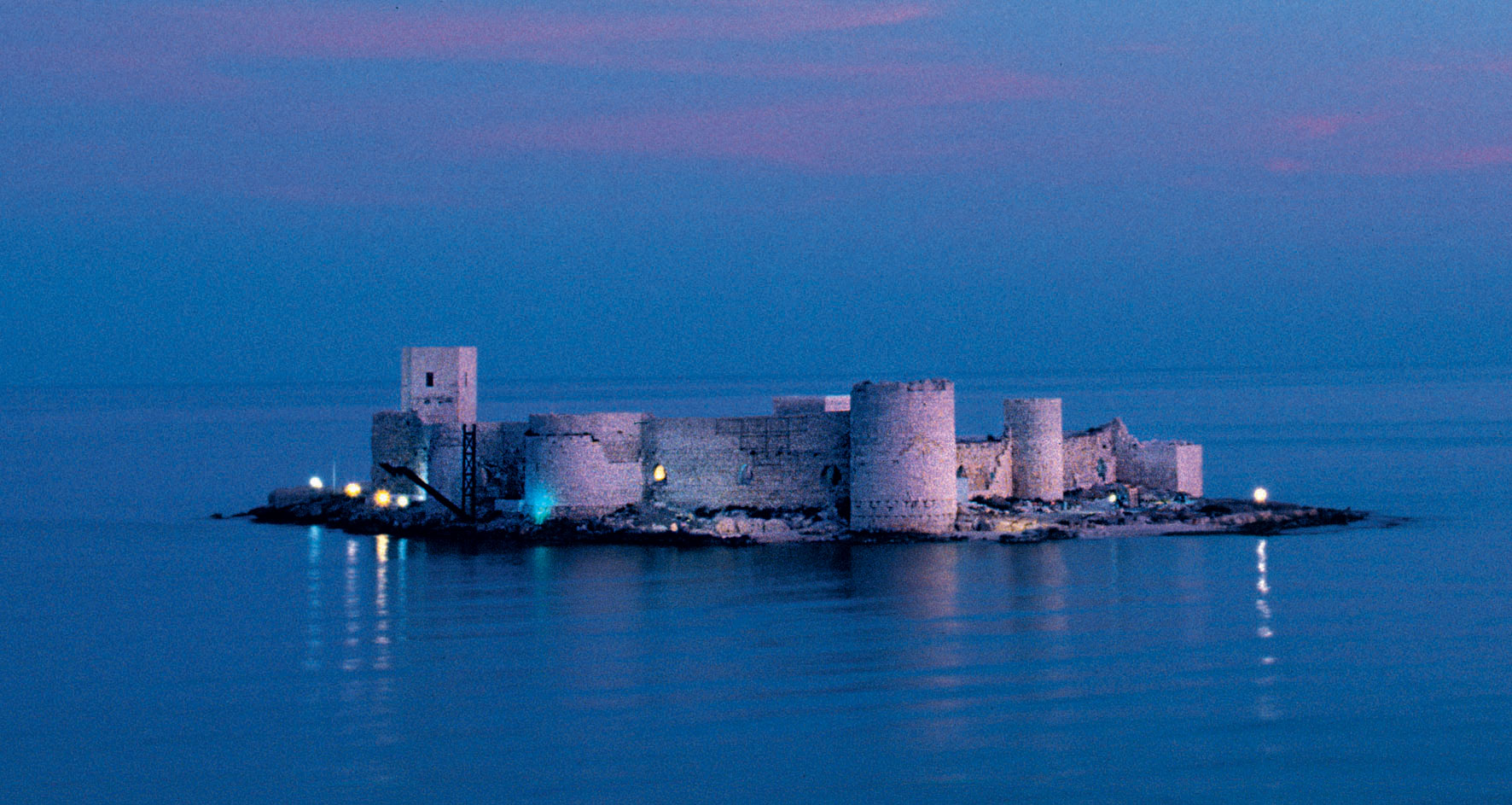
Fortezza di Corico nella Cilicia armena, costruita attorno al XIII secolo

Leone, il primo re della Cilicia armena, aveva iniziato a governare come principe Leone II nel 1187, e divenne una delle più importanti figure della nazione armena in Cilicia.
Durante il suo regno dovette fronteggiare i governanti di Iconio, Aleppo e Damasco; nel fare ciò egli conquistò nuove terre, raddoppiando i possedimenti della Cilicia sulla costa del Mediterraneo. Fece anche grandi sforzi per aumentare la forza militare della nazione.
All'epoca, dall'Egitto, Saladino aveva fortemente indebolito gli Stati crociati, costringendo i latini a lanciare un'altra crociata.
Il principe Leone II approfittò della situazione per migliorare le relazioni con i cristiani latini. Grazie all'appoggio che diede al sacro romano imperatore (Federico Barbarossa e a suo figlio Enrico VI) riuscì a elevare il principato allo status di regno e divenne il primo re della Cilicia armena con il nome di Leone I.

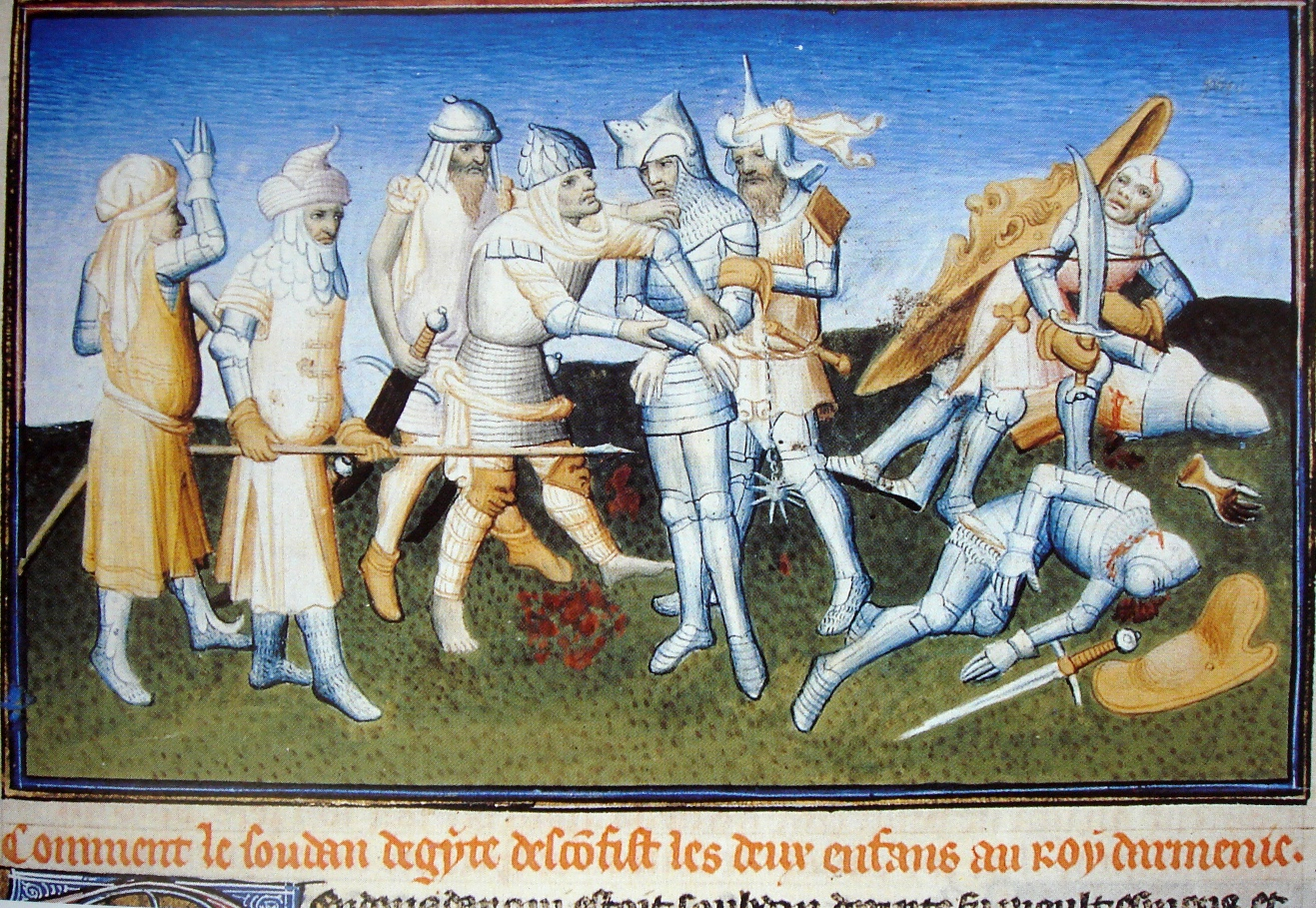
I mamelucchi sconfiggono gli armeni nel disastro di Mari, 1266. Miniatura dal "Milione", XIV secolo.

La corona passò alla dinastia rivale degli Hetumidi attraverso la figlia di Leone, Zabel; nel 1225, mentre era regina, il suo primo marito fu avvelenato da Costantino di Barbaron che nel 1226 la costrinse a sposare suo figlio Aitone I, che divenne co-regnante e poi re alla morte di Zabel.
Durante il regno di Aitone I e Zabel, l'Impero mongolo, nella sua rapida espansione dall'Asia, raggiunse il Vicino Oriente. I mongoli conquistarono rapidamente il territorio dell'Armenia Maggiore, la Mesopotamia, la Siria e avanzarono verso l'Egitto.
La conquista mongola fu disastrosa per gli armeni che abitavano ancora l'Armenia Maggiore ma non per quelli in Cilicia che non furono mai attaccati dai mongoli poiché Aitone I nel 1247 inviò suo fratello Sempad alla corte mongola per negoziare, e si alleò o si sottomise all'ilkhanato.

#### Campagne con i mongoli

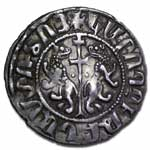
Moneta del regno armeno di Cilicia, circa 1080-1375.

Le forze di Aitone I e i cristiani di Boemondo VI d’Antiochia combatterono insieme ai mongoli sotto il comando di Hülegü, nella conquista della Siria islamica e la conquista di Aleppo e Damasco nel 1259-1260.
Aitone tentò anche di convertire i mongoli alla cristianità, ma invano.
Nel 1266 il capo mamelucco Baybars intimò a Aitone I di recidere la sua alleanza con i mongoli, di accettare la sovranità dei mamelucchi e di restituire loro i territori e le fortezze che Aitone aveva acquisito grazie alla sua sottomissione ai mongoli.
A seguito di queste minacce, Aitone I si recò presso la corte mongola dell'Ilkhanato, in Persia, per ottenere aiuto militare.
Durante la sua assenza, però, i mamelucchi mossero sulla Cilicia armena, guidati da Mansur II e da Qalawun, sconfissero gli armeni nella battaglia di Mari, uccisero il figlio di Aitone, Teodoro, e catturarono l'altro figlio, Leone, insieme a decine di migliaia di soldati armeni.
Per riscattare il figlio, Aitone dovette pagare ai mamelucchi una forte somma di denaro e consegnare loro molte fortezze.
Nel 1268 un grande terremoto devastò ulteriormente il paese, che era già stato messo a ferro e fuoco dai mamelucchi.
Nel 1269, Aitone I abdicò in favore di suo figlio Leone III, che fu costretto a pagare un forte tributo annuale ai mamelucchi. Nonostante tale pagamento, i mamelucchi continuarono ad attaccare la Cilicia quasi ogni anno.

#### Tregua con i mamelucchi (1281-1295)

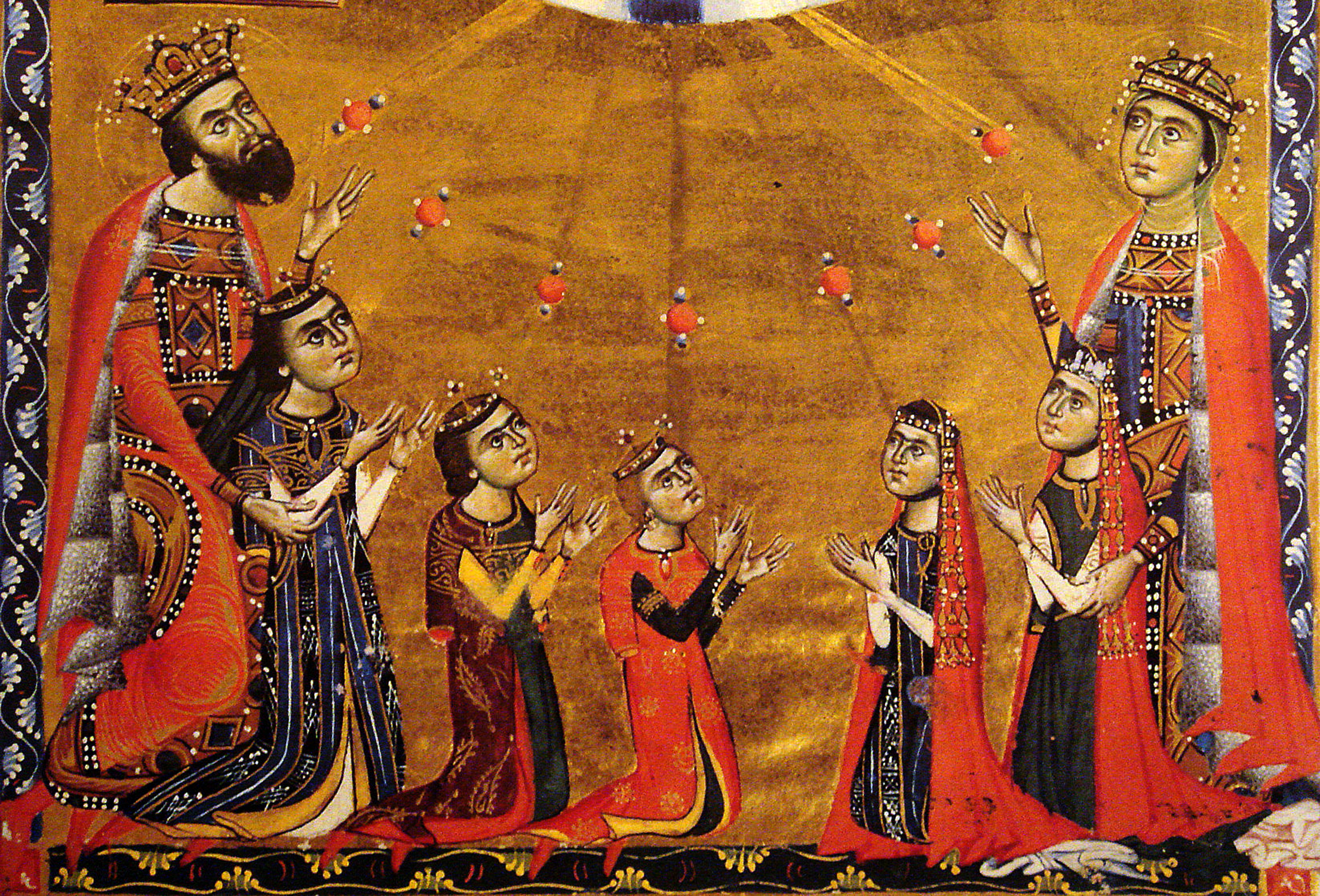
Re Leone III con la regina Keran e cinque dei loro figli, 1272

Nel 1281, dopo la sconfitta di un esercito di mongoli e armeni comandati da Möngke Temur per opera dei mamelucchi nella seconda battaglia di Homs, gli armeni furono costretti a chiedere una tregua.
Nel 1285, a seguito di una potente offensiva di Qalawun, gli armeni dovettero firmare una tregua di dieci anni, che lasciò molte fortezze armene ai mamelucchi, i quali proibirono loro di costruire fortificazioni difensive e li obbligò a commerciare con loro, eludendo così l'embargo commerciale imposto dal papa. Nel 1289 Leone III morì; gli successe sul trono il figlio Aitone II.
I mamelucchi continuarono in numerose occasioni a razziare la Cilicia armena, che fu invasa nel 1292 da al-Ashraf Khalil, il sultano ayyubide d'Egitto, che l'anno precedente aveva conquistato il Regno di Gerusalemme: Hromgla fu saccheggiata e la sede della Chiesa armena dovette essere trasferita a Sis.
Aitone II fu costretto ad abbandonare Besni, Marash e Til Hamdoun ai musulmani.

#### Campagna con i mongoli (1299-1303)

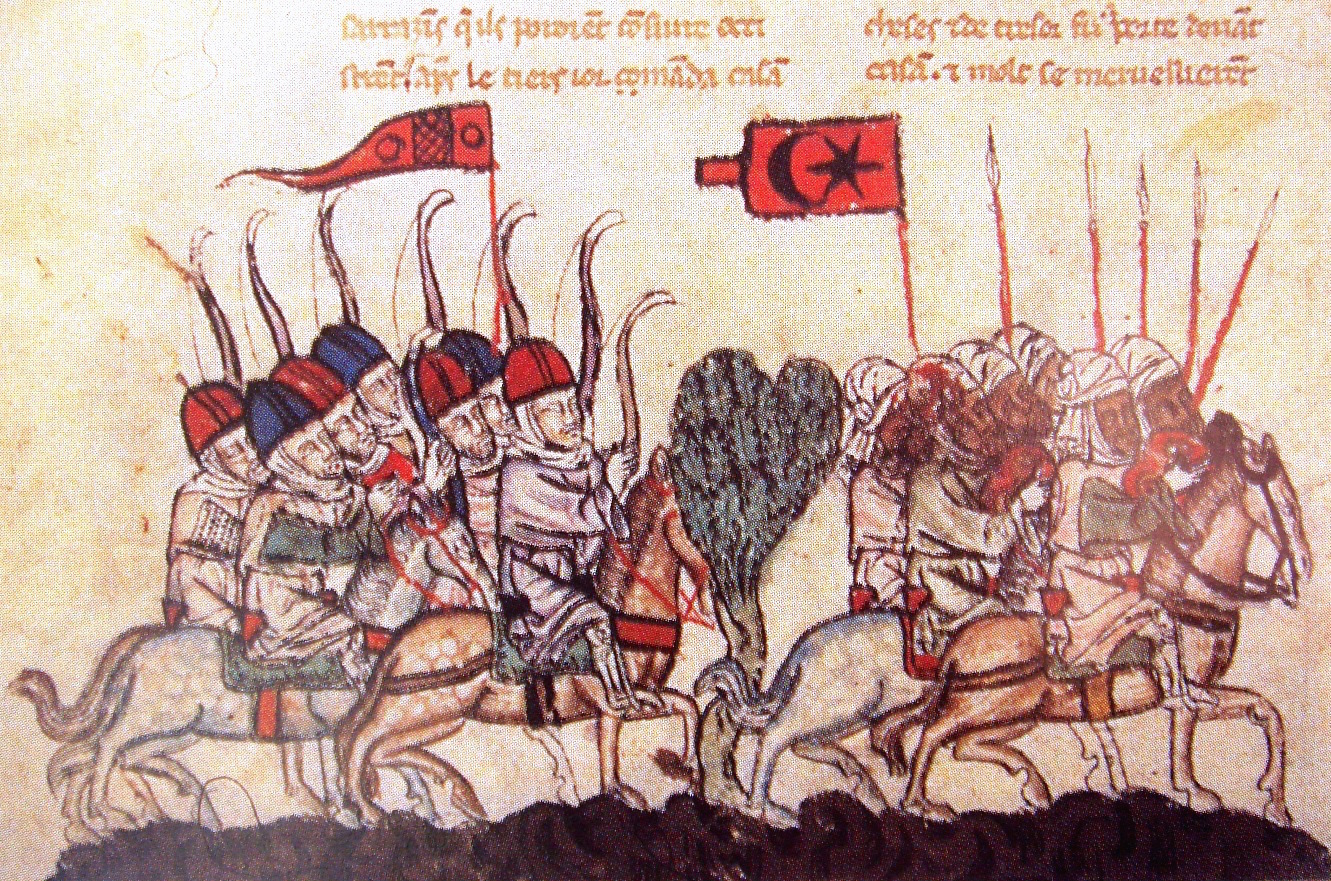
Vittoria dei mongoli (sinistra) sui mamelucchi (destra) nella battaglia di Wadi al-Khazandar del 1299

Nell'estate del 1299 il re Aitone II, trovandosi nuovamente a fronteggiare una minaccia dei mamelucchi, inviò una richiesta di aiuto all'Īlkhān mongolo di Persia, Ghāzān, che in risposta mosse con le sue forze verso la Siria e inviò lettere al re di Cipro e ai capi dei Cavalieri templari, degli Ospitalieri e dei Teutonici, invitandoli a raggiungerlo per unirsi al suo esercito. I mongoli riuscirono a conquistare la città di Aleppo, dove furono raggiunti da Aitone II, le cui forze comprendevano alcuni Templari e Ospitalieri del Regno armeno di Cilicia, che parteciparono alle fasi successive dell'offensiva. Gli alleati sconfissero i mamelucchi nella battaglia di Wadi al-Khazandar, il 23 (o 24) dicembre del 1299. Il grosso dell'esercito mongolo dovette ritirarsi, probabilmente a causa della cronica mancanza di foraggio per le cavalcature.
In loro assenza i mamelucchi si riorganizzarono e ripresero l'area nel maggio 1300.

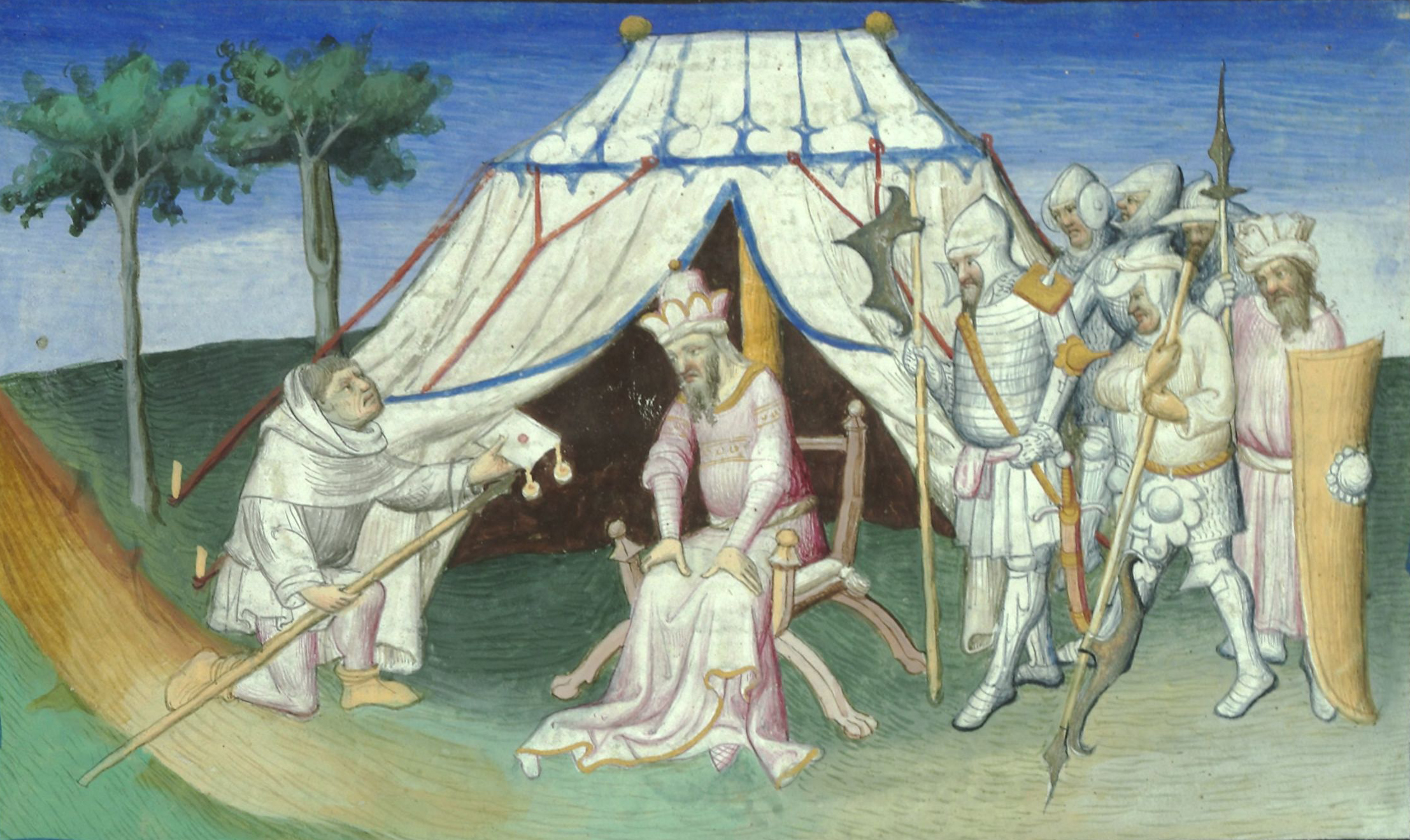
Ghāzān ordina al re d'Armenia Aitone II di accompagnare Kutlushka nell'attacco a Damasco del 1303

Nel 1303 i mongoli tentarono di conquistare di nuovo la Siria, questa volta con maggiori forze (circa 80 000 uomini) insieme agli armeni, ma essi furono sconfitti a Homs il 30 marzo 1303 e nella decisiva battaglia di Shaqhab, a sud di Damasco, il 21 aprile 1303. Questa è considerata l'ultima grande invasione mongola della Siria.
Quando il capo dei mongoli di Persia, Ghāzān, morì il 10 maggio 1304, i sogni di una rapida riconquista della Terra santa svanirono.
Aitone II abdicò in favore di suo nipote Leone IV e si fece monaco francescano.
Nel 1307, mentre stavano visitando l'accampamento di Bilarghu, vicino ad Anazarbe, Aitone II, suo nipote Leone IV e il loro intero entourage furono assassinati dallo stesso Bilarghu, rappresentante mongolo nella Cilicia armena, recentemente convertito all'islam.

#### Declino sotto la dinastia dei Lusignano

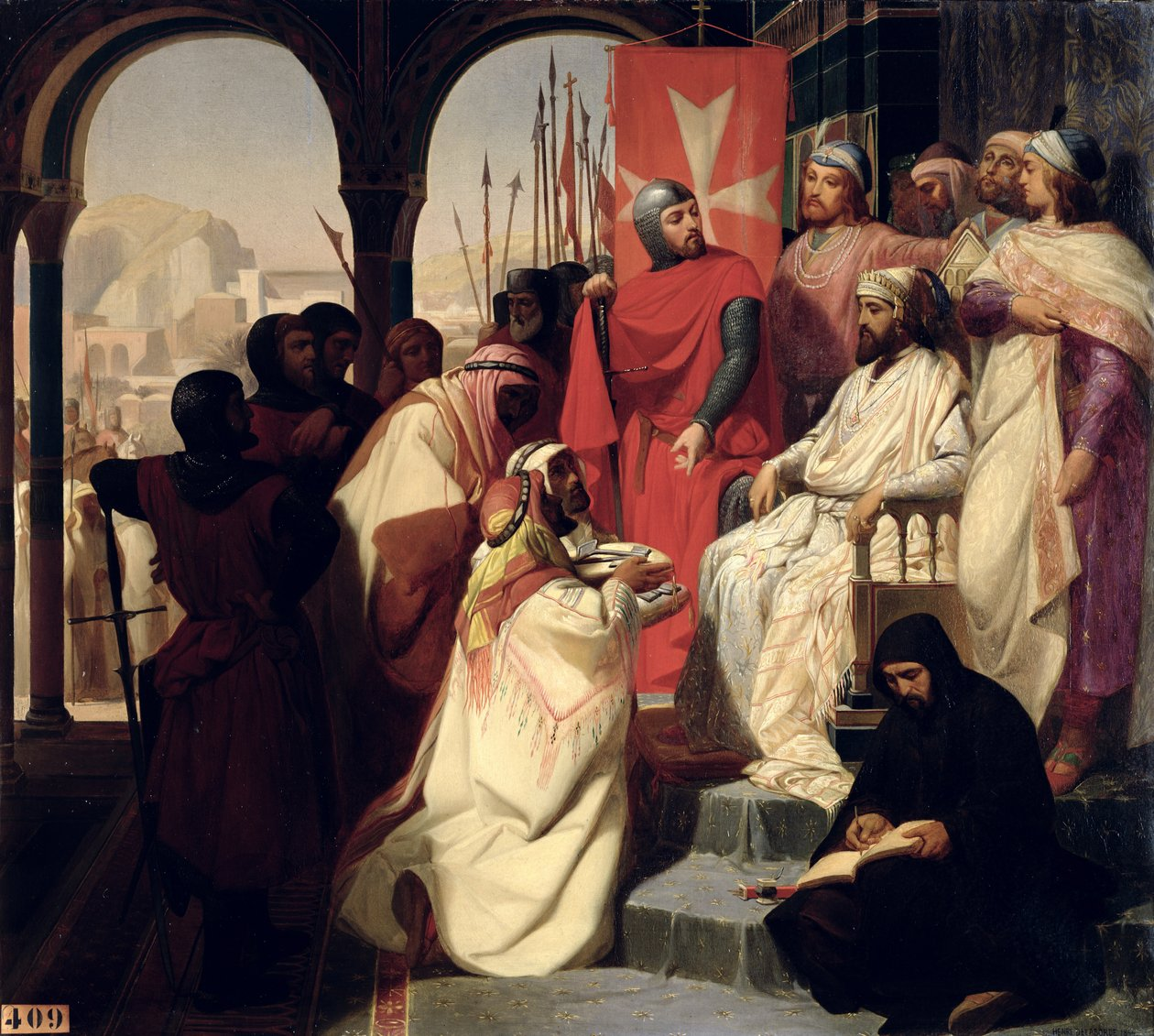
Costantino V d'Armenia sul suo trono con gli ospitalieri. Dipinto nel 1844 da Henri Delaborde: Les chevaliers de Saint-Jean-de-Jerusalem rétablissant la religion en Arménie.

Gli Hetumidi regnarono in Cilicia fino all'assassinio di Leone V nel 1341.
Nonostante l'alleanza con il cristiano Regno di Cipro, Leone V non poté resistere agli attacchi dei mamelucchi egiziani.
Nel 1341, suo cugino Guido di Lusignano divenne re. La casata dei Lusignano era di origine francese, e aveva già dei possedimenti nell'isola di Cipro. C'erano sempre state strette relazioni tra i Lusignano di Cipro e gli armeni. Tuttavia, quando i Lusignano presero il potere, tentarono di imporre il cristianesimo di obbedienza romana e lo stile di vita dell'Europa latina.
Tutto ciò fu in larga misura accettato dall'élite armena, mentre i contadini si opposero ai cambiamenti. Alla fine ciò condusse a una guerra civile.
Alla fine del XIV secolo la Cilicia venne invasa dai mamelucchi, la caduta della capitale Sis nell'aprile 1375 decretò la fine del regno e il suo ultimo sovrano, Leone VI poté avere salva la vita e fuggire in esilio a Parigi dove morì nel 1393 dopo aver inutilmente tentato di promuovere un'altra crociata.
Il titolo di sovrano del Regno armeno di Cilicia fu rivendicato da suo cugino Giacomo I di Cipro che lo unì ai titoli di re di Cipro e di Gerusalemme.
Così terminò l'ultima entità armena pienamente indipendente del Medioevo, dopo tre secoli di sovranità e prosperità. Attualmente il titolo di Re del Regno armeno di Cilicia viene detenuto dal capo di Casa Savoia, vista la sua parentela con i Lusignano.

### Riavvicinamento religioso con Roma
Nel 1198 Grigor VI Apirat, il catholicos armeno di Sis, proclamò l'unione tra Roma e la Chiesa armena; ma non seguirono fatti poiché il clero e la popolazione locale si opposero fortemente.
La Chiesa romana inviò numerose missioni nella Cilicia armena per favorire il riavvicinamento, con scarsi risultati. I francescani furono incaricati per queste missioni; Giovanni da Montecorvino si recò personalmente in Cilicia nel 1288 e il re armeno Hethum II, alla sua abdicazione, divenne egli stesso monaco francescano.
Anche lo storico armeno Nerses Balients fu francescano, e membro del movimento "unitario" a favore dell'unificazione con la Chiesa latina.
Nel 1441, lungo tempo dopo la caduta del regno, il catholicos armeno di Sis Grigor IX Mousabegian proclamò nuovamente l'unione delle chiese armena e latina, al concilio di Firenze, ma fu contrastato da uno scisma degli armeni, guidato da Kirakos I Virapetsi, che stabilì il seggio del catholicos a Echmiadzin marginalizzando Sis.

## Cultura e società

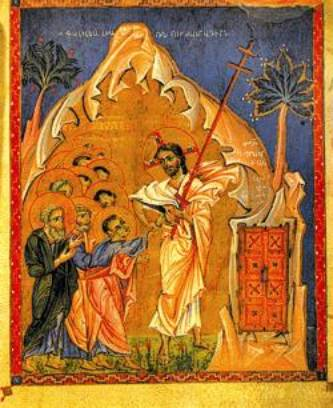
Miniatura realizzata da Toros Roslin nel XIII secolo

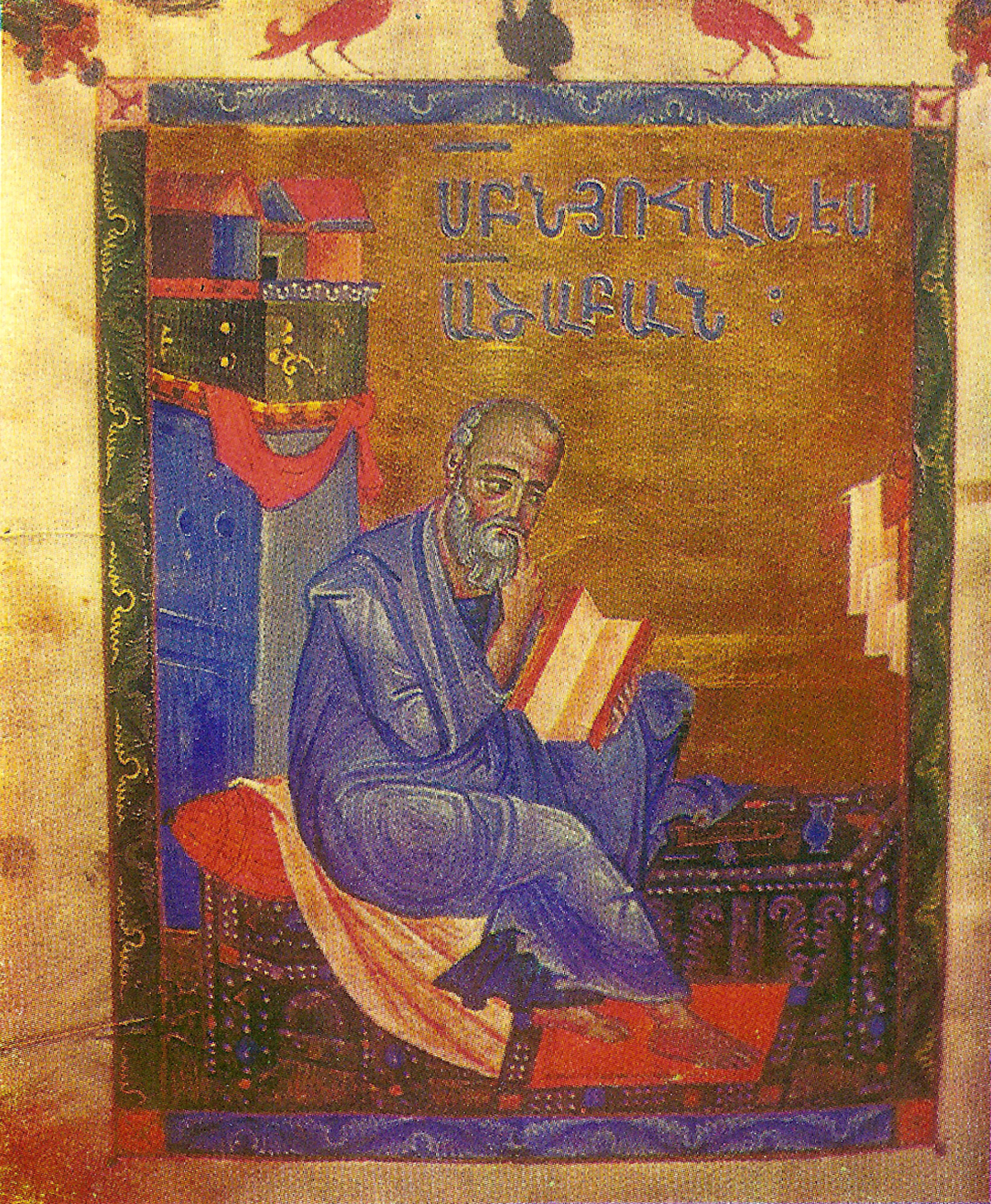
Un manoscritto di Giovanni l'Apostolo di Toros Roslin fatto nel 1268

I contatti con i crociati provenienti dall'Europa occidentale, soprattutto dalla Francia, portarono importanti nuove influenze nella cultura armena. La nobiltà della Cilicia adottò con entusiasmo molti aspetti della vita europea occidentale, inclusa la cavalleria, la moda nell'abbigliamento e l'uso di nomi francesi cristiani. L'influenza linguistica fu così grande che due nuove lettere (Ֆ ֆ = "f" e Օ օ = "o") furono aggiunte all'alfabeto armeno. La struttura della società della Cilicia divenne più simile al feudalesimo occidentale che al tradizionale nakharar armeno, nel quale il re era solo primus inter pares tra la nobiltà.
In altre aree ci fu più ostilità alle nuove tendenze; soprattutto la maggior parte della comune popolazione armena guardava con sfavore alla conversione al cattolicesimo o all'ortodossia greca.
Il periodo della Cilicia produsse anche alcuni importanti esempi di arte armena, in particolare le miniature di Toros Roslin, che fu attivo in Hromgla nel XIII secolo.

## Dispersione degli armeni di Cilicia
I mamelucchi egiziani che avevano conquistato la Cilicia non furono in grado di mantenerne il possesso; tribù turche penetrarono nella regione e vi si stabilirono, anticipando la conquista della Cilicia da parte di Tamerlano. Di conseguenza 30 000 ricchi armeni lasciarono la Cilicia e si trasferirono a Cipro, che rimase sotto un governo francese fino al 1489.
Solo gli armeni più umili rimasero in Cilicia, conservando così la presenza armena nella regione fino al genocidio armeno del 1915. I loro discendenti si dispersero nella diaspora armena, e il catolicosato della Grande Casa di Cilicia si trova ora ad Antilyas, in Libano.